# Jungle Fever
Jungle Fever ist ein US-amerikanisches Filmdrama aus dem Jahr 1991 von Spike Lee. In den Hauptrollen spielen Wesley Snipes, Annabella Sciorra, Samuel L. Jackson und John Turturro. Der Film wird dem New Black Cinema zugeordnet.

## Handlung
Der erfolgreiche schwarze Architekt Flipper Purify beginnt eine Affäre mit der Italienerin Angie. Dadurch ändert sich das Leben der beiden schlagartig: Purify wird von seiner Frau verlassen und zieht zu seinem Vater. Angie wird von ihrem Vater verprügelt. Das Paar beschließt zusammenzuziehen. Am Ende zerbricht jedoch die Beziehung an den auftretenden Konflikten.

## Kritiken
Das Lexikon des internationalen Films bescheinigte Regisseur Spike Lee, er habe mit dem Film ein „ausweglos erscheinendes Bild afroamerikanischer Existenz“ gezeichnet. Rotten Tomatoes sieht eine positive Rate von 81 %.

## Auszeichnungen
- Samuel L. Jackson wurde 1991 für seine Rolle des drogensüchtigen Gator Purify als „Bester Nebendarsteller“ bei den Internationalen Filmfestspielen von Cannes ausgezeichnet.
- Samuel L. Jackson „Bester Nebendarsteller“ bei den Kansas City Film Critics Circle Awards
- Samuel L. Jackson „Bester Nebendarsteller“ bei den New York Film Critics Circle Awards
- Samuel L. Jackson „Bester Nebendarsteller“ bei den National Board of Review
- Spike Lee erhielt den „Prize of the Ecumenical Jury – Special Mention“ in Cannes.
- Der Titelsong Gotta Have You von Stevie Wonder war 1992 für einen Grammy als „Bester Filmsong“ nominiert.
- Political Film Society Human Rights Award